# 팔라초 델라 치빌타 이탈리아나
팔라초 델라 치빌타 이탈리아나(이탈리아어: Palazzo della Civiltà Italiana, lit. '이탈리아 문명궁')는 이탈리아 로마 EUR 지구에 있는 건축물이다. 팔라초 델라 치빌타 델 라보로(Palazzo della Civiltà del Lavoro), 콜로세오 콰드라토(Colosseo Quadrato) 등으로도 불린다. 1938년 조반니 구에리니(Giovanni Guerrini), 에르네스토 라 파둘라(Ernesto La Padula), 마리오 로마노(Mario Romano)가 설계하였으며 이탈리아 합리주의 건축과 파시스트 건축을 대표하는 신고전주의 건물이다.
1940년 11월 30일에 준공하였으며, 1942년 세계 박람회를 위해 건설되었으나 박람회가 취소되면서 사용되지 않게 되었다. 현재 펜디의 본사로 사용되고 있다.